# Татібана Гінтійо
Татібана Гінтійо (яп. 立花 誾千代; 23 вересня 1569 — 30 листопада 1602) — глава японського клану Татібана під час періоду Сенґоку. Вона була дочкою Татібана Досецу, впливого васала клану Отомо (на той час вони були суперники з кланом Сімадзу). Оскільки в Досецу не було синів, він наказав, щоб Гінтійо стала главою сім'ї після його смерті. Шестирічна Гінтійо керувала кланом у скрутні часи. Вона навчала дівчат управлятися з мечами. Гінтійо одружилася з Татібаном, який був прийнятий до сім'ї та очолив родину Досецу.

## Секіґахара
У битві при Секіґахарі Гінтійо захищала клан Отомо від вторгнення Курода Йосітака та Като Кійомаса. Після цієї битви Східна армія почала на них похід. Вона зіткнулася з ними під час облоги замку Янагава, захистивши ар'єргард Мюнесіґе.